# Paraburnetia
Paraburnetia es un género extinto de terápsido perteneciente a la familia Burnetiidae y al suborden Biarmosuchia, que existió durante el periodo Pérmico superior (Wuchiapingiense) en lo que hoy es Sudáfrica y es muy similar a Burnetia procedente de Rusia, indicando que existía un intercambio entre el norte y el sur y que la distribución de los burnétidos era global. Se conoce por el holotipo (SAM-PK-K10037), un cráneo completo con mandíbula que medía 17,5 cm y su longitud corporal pudo ser de 1,2 m.